# 황매희

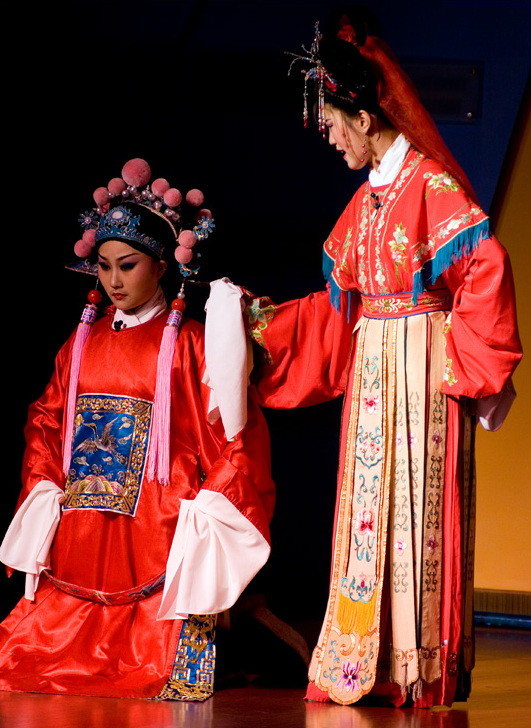
Huangmei opera performance in Shanghai, featuring two female performers

황매희 (중국어 간체자: 黄梅戏, 정체자: 黃梅戲, 병음: Huángméixì)는 안후이성에서 시골 민요와 춤의 형태로 유래한 중국 연극의 한 형태이다. 그것은 지난 200년 동안 존재해 왔고 아마도 더 오래되었을 것이다. 황매극은 중국에서 가장 유명하고 주류를 이루는 오페라 중 하나이며(다른 것은 경극, 월극, 평극,예그그이다), 전형적인 안후이 연극의 한 부류이다. 원래의 황매희는 안후이성의 여성들이 차를 딸 때 불렀으며, 이 연극은 따는 다도라고 불렸다. 청나라 말기에 안후이회닝현에서 유행한 노래들은 지역 민속 예술인 안칭 방언과 노래, 성가와 결합되어 점차 신생아의 연극으로 발전했다. 그 음악은 높은 음조로 연주되고 노래가 계속되는 동안 높은 음조를 유지한다. 그것은 전형적인 리듬의 중국 연극과 다르게 들리지 않는다는 점에서 독특하다. 1960년대에 홍콩은 음악 장르만큼이나 그 스타일을 연극만큼 중요하게 여겼다. 오늘날 그것은 중국 본토, 홍콩, 대만에서 부흥의 노력을 가진 전통적인 공연 예술에 더 가깝고, 대부분 중국어로 불린다.2006년, 황매희는 중국의 국가 무형 문화 유산 중 첫 번째로 선정되었다.

## 역사

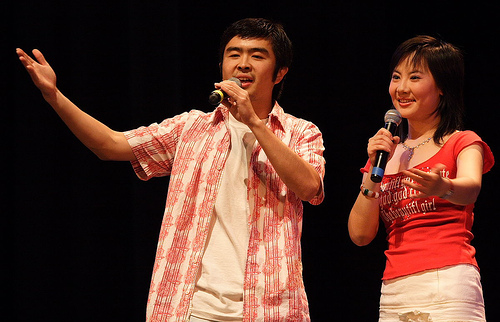
황매희의 비공식 공연

### 중국 내지
황매희는 원래 완 연극 또는 화이 연극은로 명명되었다. 황매희의 기원은 명확하지 않으며, 학자들 사이에서도 이견이 있다. 유일하게 확실한 것은 이 양식이 중국 안칭시에서 왔다는 것이다. 일반적으로 이 연극는 안후이성, 후베이성, 장시성이 합류하는 안칭 지역 출신이라는 의견이 받아들여지고 있다. 18세기 이전에는 안후이성 남서부의 안칭 지역에서 연극 장르의 일부가 되었다. 안칭 시는 연극의 중심지이며 황매송을 진정한 연극로 풍부하게 한다. 황매희는 소매와 스텝 동작을 자주 사용하는 전통적인 연극 제스처를 포함하지 않았다. 또한 처음에는 무대 위에서 공연되지 않고 일종의 순회 극단 공연으로 공연되었다.
황매희은 19세기 후반 안후이성, 후베이성, 장시성에서 활동했다. 1911년 혁명에서 1949년까지 황메이의 공연은 농촌에서 도시 무대로 점차 전문적이 되었다. 황메이가 하이닝현, 쑤송현, 퉁청현에서 안칭시에 도착한 후, 예술가들은 연극을 발전시켰고 다른 연극들로부터 공연 스타일을 차용했다. 그들은 전통적인 구호를 개혁하여 생동감 있는 리듬으로 드라마를 이해하기 쉽게 하기 위해 기능어를 줄였다. 1952년은 황매희의 중요한 해이다. 뛰어난 예술가 옌펑잉, 왕샤오팡 등이 상하이에서 큰 연극 축제를 위해 공연을 한 것은 올해였다. 다양한 지역에서 온 관객들은 황매희의 새로운 노래 형식과 이야기에 매료되어 충격을 받았고 높이 평가받았다. 황매희는 그 후 매우 인기 있고 유명해졌다. 이 대성공은 황매희 예술가들의 열정을 불러일으켰고 그들은 고전인 '선녀공주와 여군부인 왕자의 결혼'을 만들었다.

### 홍콩
황메이 오페라의 주제는 1959년 영화 《Kingdom and the Beauty》를 통해 홍콩에 처음 소개되면서 확장되기 시작했다. 이 예술 형태는 1950년대에 중국 본토에서 홍콩으로 온 이민자들의 거대한 물결에서 온 것으로 믿어진다. 음악 장르에 정점을 찍은 영화는 1963년의 러브 이터였다.음악 장르에 정점을 찍은 영화는 1963년의 양산백과 축영태였다. 관객들은 중국과 서양 악기를 결합한 다시 쓴 음악 스타일에 매료되었다. 그 템포는 또한 전통적인연극보다 더 활발하고 빨랐다. 이 기간 동안 많은 황매 영화들이 만들어졌고, 다양한 형태와 조합으로 발전했고, 나중에 우샤 검투를 포함했다. 이 장르는 "양산백과 축영태"와 같은 로맨스 영화들과 너무 많은 연관성을 가지고 있기 때문에, 때때로 노래를 부르는 것이 남성과 여성 한 쌍으로 하는 것이 선호된다.
홍콩에는 소수의 유명한 황매희 예술가들만이 있었다. 악체와 Ivy Ling Po, Tsin Ting이 그 예이다.

## 의상
황매의 의상은 일반적으로 다른 중국 연극 지부에 비해 덜 사치스럽다. 일반적으로 디스플레이보다 노래에 더 큰 중점을 둔다. 홍콩에서는 중국 전통 연극 의상을 입을 필요가 없다. 콘서트에서 악체,Ivy Ling Po와 함께 황메이 스타일의 음악을 부르는 광둥어 대중음악 아티스트가 그 예이다.

## 예술적 특징
황매희의 선율은 판 모양의 변형으로, 세 개의 루멘이 있다: 꽃 공동, 색 공동, 주음. 꽃 공동은 주로 작은 연극으로 구성되어 있고, 음색이 건강하고 단순하며, 아름답고 명랑하며, 강한 생명감과 민요의 색을 가지고 있다. 색 공동은 매우 인기가 있고, 작은 드라마에서 널리 사용되어 왔다. 주요 주제는 황매희의 성악이다. 황매희는 순수하고 신선하며 정교하고 감동적이며, 밝고 표현력이 풍부하고, 표현력이 풍부하며, 이해하기 쉽고, 대중화하기 쉬우며, 중국 전역의 사람들에게 깊은 사랑을 받고 있다.

## 역할

### 업종
황메희에는 샤오성, 샤오단, 추로, 정단, 라오성, 라오저우 등이 있다. 황매희의 분류는 엄격하지 않다.
초기에 황매희는 주로 "두 개의 작은 연극"(소성, 샤오단, 저우 역할)과 "세 개의 작은 연극"(소성, 샤오단, 주 역할)을 기반으로 했다.

## 특성
황매희의 작품성은 자체적인 발전을 바탕으로 경극, 곤곡, 천극 (연극)의 일부 특징에서 교훈을 얻으며 독특하다

## 유명한 사람들

### 배우
- 옌펑잉, 왕샤오팡, 황종이, 저우산, 황신데, 장후이, 왕아일링, 마란, 한자이펀, 관준화, 류치핑, 판징리, 시옹샤오윈, 우충, 링보, 위안메이, 왕링화[5]

### 저작
- 상아르크
- 왕관야
- 진지: 그의 주요 작품으로는 전통 희곡을 각색한 《돈을 배우라》, 《갈대꽃과 싸우다》, 《노파 이야기》, 《유명전설》, 《회상회》 등이 있다.[6]

### 작곡
- 시바이린

## 단체
유명한 황매극단으로는 안후이 황매극단, 안칭 황매극단, 후베이 황매극단 등이 있다. 대만의 연극단으로는 왕유란 황메이 다이오쥐이팡, 윈칭웨 무용단 등이 있다.

## 교육
황매희은 학부 교육을 받은 세 번째 중국 오페라 장르이다. 안칭 사범대학은 황매희 공연을 전공하고 있다. 게다가, 전문적인 황매희 학교가 있다. 안후이 황매희 예술 전문대학은 안후이성 인민정부가 승인하고 교육부가 신청한 전일제 공립 고등 예술 대학이다. 2011년 4월에 설립되었다. 1958년에 설립된 안후이 황매희 학교가 전신이다.